# Hans-Ulrich Klose
Hans-Ulrich Klose, född 14 juni 1937 i Breslau i dåvarande Tyskland (nuvarande Wrocław i Polen), död 6 september 2023 i Berlin, var en tysk politiker (SPD). Han var Hamburgs förste borgmästare 1974 till 1981 samt skattmästare för SPD 1987 till 1991. Han var ledamot av förbundsdagen 1983–2013.